# Антон Дончев
Антон Ніколов Дончев (болг. Антон Николов Дончев, 14 вересня 1930, Бургас — 20 жовтня 2022, Софія) — болгарський письменник і громадсько-політичний діяч.

## Біографія
Народився у м. Бургасі 14 вересня 1930 року. Закінчив у 1948 році гімназію у Великому Тирнові та у 1953 році — юридичний факультет Софійського університету. Відмовився від престижної посади судді у Великому Тирнові й зайнявся літературною творчістю. Почесний громадянин Софії (2010).
1999 року за увесь свій набуток Дончев одержав премію «Балканіка». З 2003 року — член Болгарської Академії Наук. Наприкінці 2004 року ректор Софійського університету Боян Біолчев вручив йому Велику нагороду за літературу і почесний знак синьої стрічки.
Став широковідомим завдяки своєму роману «Час вибору» (видано 1964 року, український переклад О. Кеткова, 1987 р.). За фінансової допомоги режиму Тодора Живкова цей твір перекладали й видавали за кордоном. Сучасні джерела вказують, що роман фактично був соціальним замовленням тогочасної системи як частина пропагандистської кампанії на користь болгаризації місцевих турків і ромів у 1960-х роках. Втім, художня цінність «Часу вибору» беззаперечна й донині. Роман є картиною історичних подій — боротьби болгарського народу за свою ідентичність, насамперед — за віру. Це підтвердила, зокрема, номінація роману на премію фундації Дж. та І. Стоунів (США) як найкращого історичного роману. Його екранізував режисер Людмил Стайков у 1987 році.

## Основні твори (романи та кіносценарії) Дончева
- «Пробудження» (1956)(к)
- «Сказання про часи Самуїла» (1961)(р)
- «Калоян» (1963)(к)
- «Час вибору» (1964) (р)
- «Зграя вовків» (1972)(к)
- «Згори, щоби світити» (1976)(к)
- «Повернення до Рима» (1977)(к)
- «На другому боці дзеркала» (1977)(к)
- «Мільйони Привалова» (1983)(к)
- «Сказання про хана Аспаруха, князя Слава і жерця Тереса» (1968—1992)(р)
- «Дев'ять облич людини» (1989)(р)
- «Дивний лицар над священною книгою» (1998)(р)
- «Три життя Кракра»(2007)(р)